# Désolé (Sexion d'Assaut)
Désolé è un singolo dell'album L'école des points vitaux del gruppo hip hop Sexion d'Assaut.